# اهتزاز الجسم بالكامل
اهتزاز الجسم بالكامل مصطلح عام يستخدم عندما تنتقل الاهتزازات (التذبذبات الميكانيكية) بأي تردد إلى جسم الإنسان. يتعرض البشر للاهتزاز من خلال التماس مع سطح يكون في حالة اهتزاز ميكانيكي. يتعرض البشر عمومًا للعديد من أشكال الاهتزازات المختلفة في حياتهم اليومية. قد يحدث ذلك عبر مقعد السائق أو منصة قطار متحرك أو أداة قدرة أو منصة تدريب أو الأجهزة الأخرى التي لا تعد ولا تحصى. يعد شكلًا محتملًا من أشكال المخاطر المهنية، خاصةً بعد سنوات من التعرض.
عندما تعبر اهتزازات عالية التردد (فوق 50 هرتز) عبر اليدين، قد تنشأ مخاوف تتعلق بالسلامة المهنية. مثلًا، يُعرف أن استخدام المطرقة الثاقبة يؤدي إلى اهتزاز الإصبع الأبيض. قدرت المنظمة الدولية للمعايير (إيسو 5349-1) درجة التعرض والحدود للاهتزازات المنقولة عبر اليد.
قد يوفر اهتزاز الجسم بالكامل باعتباره شكلًا من أشكال التمارين البدنية بعض الفوائد الصحية واللياقة البدنية، ولكن، ليس من الواضح ما إذا كان مفيدًا مثل التمارين البدنية المنتظمة. أظهر تحليل تلوي لعام 2018 أن اهتزاز الجسم بالكامل قد يحسن كثافة المعادن في الفقرات القطنية للنساء بعد الإياس (انقطاع الطمث) بالإضافة إلى كثافة عنق الفخذ لدى النساء الأصغر من 65 عامًا بعد الإياس.

## الاهتزاز باعتباره خطرًا
يعد البشر حساسين للذبذبات الميكانيكية التي يتراوح ترددها من أقل من 1 هرتز وحتى 100 كيلو هرتز. تسبب الترددات المنخفضة للاهتزاز دوار الحركة لدى الإنسان بينما تؤدي الترددات الأعلى إلى الانزعاج العام وعدم الراحة. يعد الحد من الانزعاج الناتج عن اهتزاز السيارة أمرًا مهمًا في مجال صناعة السيارات حيث تعد جودة الركوب أمرًا مهمًا. قد يكون الانزعاج وحتى الألم شائعًا للغاية في حالات نقل المرضى المصابين. يمكن تقدير الانزعاج الناتج عن الاهتزاز في بيئات مختلفة.

### التعرض في مكان العمل
قد يؤدي التعرض لاهتزازات الجسم بالكامل في مكان العمل لفترات طويلة إلى مشاكل عضلية هيكلية من أنواع عديدة. تعد مشاكل الرقبة وأسفل الظهر بشكل خاص شائعة بالنسبة لمشغلي المعدات الثقيلة بما في ذلك البناء والحراجة والزراعة والنقل بالشاحنات. تشمل المهن الأخرى التي قد تحدث فيها اهتزازات لكامل الجسم مشغلي الطائرات وعمال السفن البحرية وسائقي وسائل النقل العام مثل القطارات والحافلات.

### نقل المرضى
قد يتعرض المرضى المصابون للصدمات والاهتزازات في أثناء النقل ما قد يؤدي إلى تفاقم حالة المريض بسبب حركات الجسم اللاإرادية. تُستخدم أجهزة التثبيت المختلفة للحد من هذه الحركة بدرجات متفاوتة من النجاح. تشمل الطرق الشائعة لنقل المرضى النقالة المحمولة باليد (الحمالة) وسيارة الإسعاف والإسعاف الجوي، وتشمل جميعها أشكال متعددة من الصدمات واهتزازات الجسم بالكامل.

### القياس
تُستخدم مقاييس التسارع لتقدير درجة تعرض جسم الإنسان للاهتزازات. تؤخذ هذه القياسات عند جسم الإنسان أو عند مصدر الاهتزاز أو سطحه. تؤخذ قياسات في اتجاهات مختلفة لربط اتجاه الحركة باستجابة جسم الإنسان. بشكل خاص، يمكن استخدام دالات التحويل لتحديد استجابة الإنسان للاهتزاز. طُورت تقنيات القياس لتقدير التعرض لاهتزازات الجسم بالكامل واهتزازات اليد والذراع وفقًا للمعايير الدولية.